# Харрис, Джоэль Чандлер
Джоэль Чандлер Харрис (англ. Joel Chandler Harris; 9 декабря 1845/1848, Итонтон, Джорджия — 3 июля 1908, Атланта) — американский журналист, писатель и фольклорист. Автор «Сказок дядюшки Римуса».

## Ранние годы и образование
Харрис родился 9 декабря 1845 года (или 1848, как указывают некоторые источники) года в городе Итонтон штата Джорджия. Его мать, ирландская эмигрантка, покинула округ Ричмонд, чтобы с гражданским мужем поселиться в Итонтоне — родном городе её бабушки по матери. Однако отец Харриса, чьё происхождение неизвестно, покинул жену вскоре после рождения сына. Джоэль был назван в честь врача матери, доктора Джоэля Брэнема. Чандлером звали дядюшку матери. Всю свою жизнь Харрис старался не упоминать о том, что он незаконнорождённый.
Знаменитый врач-терапевт  Эндрю Рейд поселил семью в небольшом доме недалеко от его особняка. Чтобы обеспечить себя и сына, Мэри Харрис работала швеёй и помогала соседям в саду. Она очень любила читать и с детства заложила в сына любовь к языку и книгам. «Желание писать — выражать свои мысли — выросло со мной с той поры, когда я слушал, как мать читала мне «Векфильдского священника».
Когда пришло время отдавать мальчика в школу, Эндрю Рейд вновь выручил одинокую мать, оплатив его образование. В 1856 году Джо Харрис поступил в Академию Кейт Дэвидсон для мальчиков и девочек, а через несколько месяцев перешёл в Академию Итонтон для мальчиков. Один из его преподавателей вспоминал его феноменальную память и способности к письму. Он буквально поглощал газеты и прочитал все книги, какие имелись или которые он мог достать. Однокурсники помнили его как низкорослого, рыжеволосого, веснушчатого мальчугана с грубоватым чувством юмора, постоянно практиковавшего его в бесконечных колких шуточках. По сути, все его шуточки и выходки были той маской, которая скрывала стеснительность Джо по поводу рыжих волос, ирландских предков и незаконного рождения и позволяла создать репутацию среди старших сверстников.

## Карьера: плантация Тёрнволд
В марте 1862 года Джозеф Эдисон Тёрнер, владелец плантации, которая находилась в девяти милях на северо-восток от Итонтона, нанял 16-летнего Джо работать за питание, одежду и проживание «мальчиком на посылках» для его газеты «The Countryman». Четырёхлетнее пребывание и работа в Тёрнволде (1862-1866) положили основание писательской деятельности Харриса. Как Бенжамин Франклин столетие назад, и как его современники Марк Твен и Уолт Уитмен, Харрис учился писательству, набирая тексты газетных статей. Первые свои строки он написал под руководством Тёрнера, который давал ему советы и продолжал его гуманитарное образование, рекомендуя книги для прочтения из собственной библиотеки. Он поощрял наброски Харриса, которые отличались творческим подходом и критическим взглядом. Харрис опубликовал для «The Countryman» не менее 30 стихотворений и обзоров, а также многочисленные юмористические заметки в рубрике «Деревенский насмешник» (англ. The Countryman’s Devil).
У рабов Тёрнволда и на кухне Харрис тоже имел хорошую репутацию. Там он слушал истории про животных, которые рассказывали чернокожие дядюшка Джордж Террел, старик Харберт и тётушка Крисси. Эти рабы стали прототипами дядюшки Римуса, матушки Мидоус и других героев афроамериканских сказок про животных, которые Харрис начал писать лишь десятилетие спустя. Художественная автобиография Харриса «На плантации», 1892 (англ.On the Plantation) отражает влияние Тёрнволда на его дальнейшую творческую карьеру. Люди, которых он встретил там, истории, которые он услышал, литературная чуткость, которая начала в нём просыпаться, и вся жизнь Джорджии того времени отразились в его работах.

## Журналистские изыскания
В 1864 году армия северян под предводительством генерала Уильяма Шермана, которая продвигалась по направлению к морю, напала на Тёрнволд, грабя и забирая всё ценное, в том числе лошадей и скот. На соседних плантациях разрушения имели ещё более печальные последствия. 8 мая 1866 года Тёрнер вынужден был приостановить работы на плантации. Харрису к тому времени уже было 20, и он активно печатался в газетах. Он понял, что писательство — это его призвание.
После короткого визита в Итонтон, в том же 1866 году Харрис устроился наборщиком в «Macon Telegraph» в сорока милях южнее города. Но спустя некоторое время Харрис обнаружил, что писать лишь в качестве журналиста не удовлетворяет его растущим литературным амбициям. После кратковременной службы в качестве личного секретаря Уильяма Эвелина и издателя «New Orleans Crescent Monthly», Харрис получил должность  редактора «Monroe Advertiser» в Форсайте, сорок миль на юго-запад от Итонтона. В эти годы он наслаждался работой (1867—1870). К тому же, владельцем газеты был Джеймс П. Харрисон, который также работал на Тёрнера и поэтому знал Харриса. Наброски Харриса о сельской жизни Джорджии и её жителях, обзоры книг, каламбуры и юмористические заметки много раз перепечатывались в газетах и снискали ему славу по всему штату. Осенью 1870 года ему предложили должность помощника издателя в широко известной газете «Savannah Morning News». В Саванне Харрис вновь погрузился в юмористические истории Джорджии.
Юмористические заметки Харриса в рубрике «Жизнь Джорджии» (англ. Affairs of Georgia) для «Morning News» перепечатывались газетами по всему штату. Также для «Morning News» он писал передовицы о нарушенных моральных принципах и хитрых политиках, статьи открывали человеческую и демократическую философию, которую автор поддерживал в течение своей жизни и профессиональной карьеры.
В Саванне он влюбился в франкоканадку Эстер Ла-Роуз. Её отец был капитаном парохода, который курсировал между берегами Джорджии и Флориды, а в Атланту она приехала на отдых. В апреле 1873 года Джоэль и Эстер поженились.
В 1876 году, когда в Саванне началась эпидемия жёлтой лихорадки, семья Харриса, в которой уже было двое детей, переехала в Атланту. В сентябре 1876 года главный редактор газеты «Atlanta Constitution» Эван Хоувелл и его помощник Генри Грейди предложили Харрису работу, тем более, что они уже перепечатывали его заметки в газете. Вскоре Харрис тоже стал помощником редактора, а позже был признан одним из главных хроникёров страны, запечатлевших развитие американского юга.

## Литературное пробуждение: сказки дядюшки Римуса
Темы, которые Харрис затрагивал в передовицах газеты «Constitution» — общественные, политические, литературные, он начал развивать ещё в Форсайте и Саванне, а продолжил их (прямо и косвенно) в своих народных сказках и художественных произведениях. Когда его попросили заменить временно отсутствующего писателя-фольклориста Сэма Смола, Харрис придумал обаятельного чернокожего по имени дядюшка Римус, который любил позабавить народ юмористическими историями и заметками о суетливой жизни послевоенной Атланты. Вдруг статья об афроамериканском фольклоре, прочитанная Харрисом в журнале «Lippincott's», которая включала в себя историю о Кролике и смоляном чучелке, напомнила ему истории о хитром Братце Кролике, услышанные им на плантации Тёрнволд. Теперь дядюшка Римус начал рассказывать старые сказки рабов, их присказки и песни, а газеты всей страны жадно перепечатывали легенды и сказки о сельской жизни. Вскоре Харрис набрал достаточно материала для выпуска книги. «Дядюшка Римус, его песни и сказки» (англ. Uncle Remus: His Songs and His Sayings) вышла в ноябре 1880 года. В течение четырёх месяцев было продано 10 000 экземпляров, и книга быстро переиздавалась. Харрис написал 185 сказок.
Следующие пятнадцать лет Харрис вёл двойную профессиональную жизнь: он был одним из двух помощников главного редактора самой известной газеты юго-запада Америки, а также он был писателем – плодовитым, преданным и целеустремлённым воссоздателем народных сказаний, автором юмористических, художественных и детских книг. В течение своей жизни Харрис выпустил 35 книг, а также тысячи статей за 24 года работы в газете «Constitution». Самым популярным сборником наравне с его первой книгой «Дядюшка Римус, его песни и сказки» является сборник «Вечера с дядюшкой Римусом: мифы и легенды старой плантации», 1883 (англ. Nights with Uncle Remus: Myths and Legends of the Old Plantation). Этот сборник включает 71 сказку, рассказанные разными чернокожими, в том числе и дядюшкой Римусом.
В течение жизни Харрис издал ещё пять сборников сказок дядюшки Римуса, самый завершённый из которых издан в 1905 году под названием «Новые истории старой плантации» (англ. Told by Uncle Remus: New Stories of the Old Plantation). В этом сборнике нестареющий дядюшка Римус рассказывает свои аллегоричные сказки сыну того маленького мальчика, который слушал его первые истории. Этого болезненного, городского «слишком тихого» ребёнка мисс Салли (его бабушка) послала к дядюшке Римусу, дабы он научил, как быть настоящим борцом в этом сложном, конкурентном и порой хищническом мире. Ещё три незаконченные и меньшие по объёму сборника сказок дядюшки Римуса появились после смерти Харриса.
Сказки дядюшки Римуса сделали Харриса известным не только в его стране, но и по всему миру. Профессиональные фольклористы восхваляли его работу по популяризации фольклора чернокожих. В 1888 году Джоэль Харрис вместе с Марком Твеном стал почётным членом Американского Общества Фольклора. Твен был настолько впечатлён способностью Харриса воссоздавать диалектную речь, что в 1882 году предложил ему участвовать в создании площадок для сценического чтения в Новом Орлеане, Луизиане и других штатах. Однако, стесняясь своего заикания, Харрис вынужден был отклонить это выгодное предложение. Тогда будущий автор Гекльберри Финна взял у Харриса некоторые его материалы с собой и позднее объявил, что история про смоляное чучелко пользовалась огромной популярностью на сценическом чтении.
Харрис дал толчок творчеству таких известных писателей как Редьярд Киплинг, Зора Нил Харстон, Уильям Фолкнер, Фленнери О’ Коннор, Ральф Эллисон и Тони Моррисон. А вот землячка Харриса, писательница из Итонтона, Элис Уокер в эссе под названием «Дядюшка Римус мне не друг» (англ. Uncle Remus, No Friend of Mine) заявляет: Харрис «украл добрую долю моего наследства». Кроме того, идиллические отношения между старым негром-рабом и мальчиком из семьи плантатора, которому он рассказывает свои сказки, объявляются некоторыми авторами попыткой оправдать рабство. В то же время историк и публицист Джулиус Лестер, опубликовавший в 1999 году собственную переработку «Сказок дядюшки Римуса», отдаёт Харрису должное как одному из пионеров литературной записи негритянского фольклора южных штатов, много сделавшему для того, чтобы сохранить местный диалект для истории культуры.
На русском языке «Сказки дядюшки Римуса» были впервые опубликованы в 1936 году в пересказе Михаила Гершензона и с тех пор множество раз переиздавались.

## Рассказы и новеллы
Джоэль Харрис был писателем довольно амбициозным, несмотря на то, что в публичных высказываниях называл себя «посредственным писателем». До переезда в Атланту в течение 20 лет он писал литературные обзоры, а свою первую работу в художественном стиле — довольно нескладную эпизодическую любовную историю «Роквильский романс» (англ. The Romance of Rockville) — он серийно опубликовал в «Constitution» в 1878 году. Теперь Харрис решил серьёзно взяться за написание художественных произведений и оттачивал своё мастерство, выпустив семь сборников коротких рассказов (в дополнении к сказкам дядюшки Римуса) и три новеллы. С помощью малой прозы Харрис освещал такие наболевшие темы как расовые конфликты, классовость и различие полов, показывая светлые и тёмные стороны жизни американского юга.
Первый сборник рассказов «Минго и другие чёрно-белые зарисовки» (англ. Mingo and Other Sketches in Black and White) Харрис опубликовал в 1884 году. За ним последовали «Свободный Джо и другие зарисовки из жизни Джорджии», 1887 (англ. Free Joe and Other Georgian Sketches), «Балаам и его хозяин, и другие заметки и рассказы», 1891 (англ. Balaam and His Master and Other Sketches and Stories) и серия рассказов «Хроники тётушки Минервы Энн», 1889 (англ. The Chronicles of Aunt Minervy Ann), где широко представлена жизнь простых людей Юга во времена рабства и Реконструкции. Среди лучших рассказов о Джорджии — «Свободный Джо и остальной мир», рассказ об освобождённом рабе, над которым насмехаются чернокожие и презирают белые бедняки, в котором включено множество малых историй; «Минго» — очерк о предрассудках и предвзятом отношении среди белых американцев, принадлежащих к простому народу и высшему обществу; «В доме у Тига Поти» — рассказ о контрабандисте, который повлиял на содержание «Гекльберри Финна» и на несколько рассказов из серии о Минерве Энн, отличающихся своей энергичностью и притягательностью повествования. Из позднего творчества — небольшая история «Рождение политика и другие истории» (1902) об «авторе-призраке» — писателе и составителе речей, который приносит в жертву свою славу ради славы политика.

## Книги для детей
Сборники сказок дядюшки Римуса — это не только сказки для детей, но и литература для взрослых, так как, по словам многочисленных исследователей творчества Харриса,  истории о хитром Братце Кролике содержат множество уровней. Но Харрис всё-таки написал шесть сборников исключительно детских рассказов: «Маленький мистер Тимблфингер и необычная страна», 1894 (англ. Little Mr. Thimblefinger and His Queer Country), его продолжение «Мистер Кролик дома», 1895 (англ. Mr. Rabbit at Home), «История Аарона», 1896 (англ. The Story of Aaron), его продолжение «Аарон в диком лесу», 1897 (англ. Aaron in the Wildwoods), а также «Истории с плантации», 1899 (англ. Plantation Pageants), «Уолли Вандерум и его машина сказок», 1903 (англ. Wally Wanderoon and His Story-Telling Machine). Правдоподобные и обворожительные животные Харриса буквально перевернули представление о детской малой прозе. Кролик Питер Беатрис Поттер, дядюшка Виггли Ховарда Гариса, Винни Пух Алана Милна и все многочисленные братцы-кролики телевидения и кино — все выросли из вымышленных героев Джоэля Харриса, которых он научил говорить и вести себя «так же как люди».

## Позднее творчество
В годы работы в качестве журналиста, Джо Харрис активно продвигал тему расовой терпимости, а также право афроамериканцев на образование, право голоса и равенство. Автор статей постоянно обличал южных американцев в расизме, осуждал самосуд и подчеркивал важность образования для афроамериканцев, часто в своих статьях цитируя работу американского социолога и борца за гражданские права чернокожих У. Э. Б. Дюбуа.
Например, в 1883 году на первой странице «New York Sun» вышла статья под названием «Образованный негр страшнее обученной собаки», на что «Atlanta Constitution» ответила репликой: «Если образование чернокожих не является главной проблемой сегодняшнего дня, нагнетающей обстановку на юге, то завтра нас ждёт деморализация и политический кризис всей страны».
Последовательные в содержании передовицы Харриса часто были написаны в патерналистском тоне. Он изобличал несоблюдение прав частной собственности и «непонимание», а также религиозную и расовую нетерпимость. Харрис верил, что когда-нибудь белые жители американского юга будут опекать и покровительствовать чёрным согражданам, а не использовать их в качестве бесплатной рабочей силы.
Харрис заметил, что самые сенсационные статьи «Atlanta Constitution» рассматривают тему расовых разбирательств, причём наиболее популярный материал касался дела Сэма Хоуса, афроамериканского работника фермы, который подвергся самосуду с пытками в качестве наказания.
В 1900 году Харрис уволился из газеты, не выдержав косых взглядов южан по поводу его иконоборческих статей за права чернокожих и устав от журналистской гонки и бесконечного «перемывания косточек».
В 1904 году Харрис написал четыре статьи для «Saturday Evening Post» о проблеме расовых отношений на юге, которые подчеркнули его усиливающиеся патерналистские взгляды. Б. Т. Вашингтон писал ему по поводу этих статей, что «прошло много времени с тех пор, как я читал какие-либо публикации, столь поддерживающие меня в этом деле. Я позволю себе включить несколько Ваших высказываний в мою речь, которую я собираюсь произнести на день рождения Линкольна в Нью-Йорке».
В дополнении к публикации последних сборников сказок дядюшки Римуса, детских книг и художественной литературы для взрослых, Харрис основал «Журнал дядюшки Римуса» (англ. Uncle Remus's Magazine), был в почести у президента Теодора Рузвельта в Атланте и Белом Доме, а также стал членом Американской Академии искусств и литературы.
Джоэль Харрис скончался 3 июля 1908 года от острого нефрита и был похоронен на западном кладбище в Атланте. Дом Харриса в Атланте, так называемое «гнездо Рена» (англ. Wren’s Nest), выполненный в викторианском стиле, был восстановлен и с 1913 года стал музеем дядюшки Римуса. Другой такой музей в Итонтоне состоит из двух тёсаных хижин середины  века, в каких жили рабы, где собраны некоторые вещи Харриса и диорама сцен из народных сказок.
Долгое время научное сообщество игнорировало наследие Харриса из-за «необычного» героя дядюшки Римуса, использования диалекта и плантации как места действия. Книги Харриса оказали огромное влияние на творчество многих авторов, как в Америке, так и за её пределами, хотя не избежали и критики. И в XX, и в XXI веке многие критики обвиняли Харриса в присвоении афроамериканской культуры.
В 2000 году Харрис был размещён в Зале славы писателей Джорджии.

## Избранные произведения
- Дядюшка Римус: его песни и сказки (Uncle Remus: His Songs and His Sayings), 1880
- Вечера с дядюшкой Римусом (Nights with Uncle Remus), 1883
- Минго и другие черно-белые зарисовки (Mingo and Other Sketches in Black and White), 1884
- Свободный Джо и другие зарисовки из жизни Джорджии (Free Joe and Other Georgian Sketches), 1887
- Daddy Jake, The Runaway: And Short Stories Told After Dark, 1889
- Joel Chandler Harris' Life of Henry W. Grady, 1890
- Balaam and His Master and Other Sketches and Stories, 1891
- На плантации (On the Plantation: A Story of a Georgia Boy's Adventures During the War), 1892
- Дядюшка Римус и его друзья (Uncle Remus and His Friends), 1892
- Little Mr. Thimblefinger and his Queer Country, 1894
- Mr. Rabbit at Home, 1895
- Сестра Джейн (Sister Jane: Her Friends and Acquaintances), 1896
- The Story of Aaron, 1896
- Aaron in the Wildwoods, 1897
- Tales of the Home Folks in Peace and War, 1898
- Хроника тетушки Минервы Энн (The Chronicles of Aunt Minervy Ann), 1899
- Plantation Pageants, 1899
- On the Wings of Occasions, 1900
- Габриэль Толливер (Gabriel Tolliver), 1902
- The Making of a Statesman and Other Stories (1902)
- Wally Wanderoon and His Story-Telling Machine (1903)
- A Little Union Scout (1904)
- The Tar-Baby and Other Rhymes of Uncle Remus (1904)
- Told By Uncle Remus: New Stories of the Old Plantation (1905)
- Uncle Remus and Brer Rabbit (1907)
- Shadow Between His Shoulder Blades (1909)
- Uncle Remus and the Little Boy (1910)
- Uncle Remus Returns (1918)
- Seven Tales of Uncle Remus (1948)